# Aldo Ronconi
Aldo Ronconi (Brisighella, 20 settembre 1918 – Faenza, 12 giugno 2012) è stato un ciclista su strada italiano.
Professionista e indipendente tra il 1940 e il 1952, conta le vittorie di una tappa al Giro d'Italia 1946 e una al Tour de France 1947, in cui vestì per due giorni la maglia gialla.

## Carriera
Corse per numerose squadre di marca, tra cui la Legnano, la Viscontea, la Benotto e la Bianchi, oltre ad alcune formazioni straniere, distinguendosi come passista-scalatore. Le principali vittorie da professionista furono il Giro dell'Umbria 1940, una tappa al Giro d'Italia 1946, il Giro di Toscana 1946 valido come campionato italiano, una tappa al Tour de France 1947 e due tappe al Giro dei Tre Mari 1949. Fu quarto al Tour de France del 1947, vestendo la maglia gialla per due giorni, quinto al Giro d'Italia 1946, terzo al Tour de Suisse 1946 e 1950.
È scomparso nel 2012 all'età di 93 anni.

## Palmarès
- 1939 (dilettanti)

2ª tappa Milano-Monaco di Baviera (Trento > Innsbruck)
Classifica generale Milano-Monaco di Baviera
Coppa Gloria - Giro delle Provincie Romagnole
- 1940 (Legnano, una vittoria)

Giro dell'Umbria
- 1946 (Benotto/Mondia/Tebag, due vittorie)

17ª tappa Giro d'Italia (Bassano del Grappa > Trento)
Giro di Toscana (valido come Campionato italiano, Prova in linea)
- 1947 (Benotto, una vittoria)

3ª tappa Tour de France (Bruxelles > Lussemburgo))
- 1949 (Bianchi, due vittorie)

2ª tappa Giro dei Tre Mari (Taranto > Cosenza)
6ª tappa Giro dei Tre Mari (Guardia Perticara > Salerno)

## Piazzamenti

### Grandi Giri
- Giro d'Italia

1940: 40º
1946: 5º
1947: ritirato
1948: ritirato
1950: 13º
- Tour de France

1947: 4º
1948: ritirato

### Classiche monumento
- Milano-Sanremo

1940: 29º
1943: 25º
1946: 16º
1948: 43º
1949: 68º
1951: 75º
- Giro di Lombardia

1940: 16º
1941: 16º
1942: 7º
1948: 19º